# Abarth Simca 2000
O Abarth Simca 2000 foi um automóvel de alta performance italo-francês produzido nos anos de 1960 como um projeto colaborativo entre as companhias Abarth e a Simca, foi montado em Turim, Itália.

## Descrição do veículo

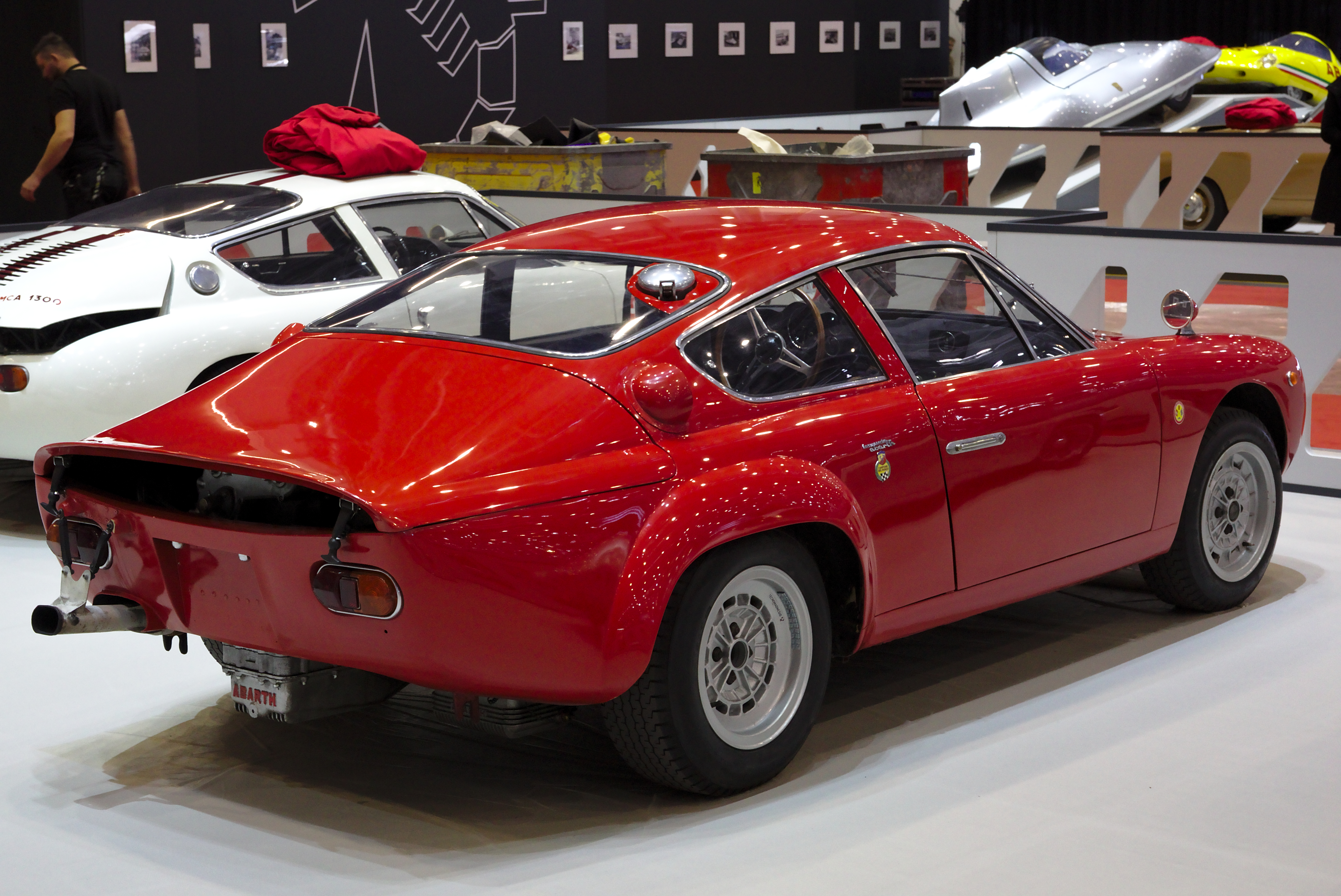
Traseira de um Abarth Simca 2000

O A-S 2000 foi um coupé equipado com um motor modelo Abarth de quatro cilindros de 1946.27 cc, avaliado em 202 cv (149 kW). Sua velocidade foi aferida em 270 km/h (168 mph). Seu comprimento total era de 3 609 mm (11,8 ft), a largura total 1 480 mm (4,86 ft), a altura total 1 199 mm (3,93 ft) e a distância entre os eixos era de 2 090 mm (6,86 ft). A capacidade do tanque de combustível era de 30 litros (7,93 galões), e possuía opcionais de 55 litros (14,5 galões), 85 litros (22,5 galões) e 110 litros (29,1 galões). Seu peso vazio era de 689 quilogramas (1 520 libras).

## Galeria

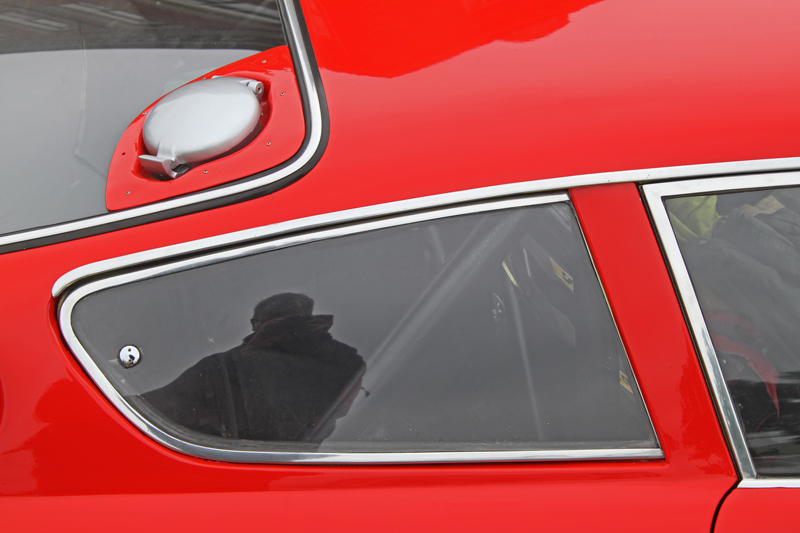
Localização da entrada de combustível
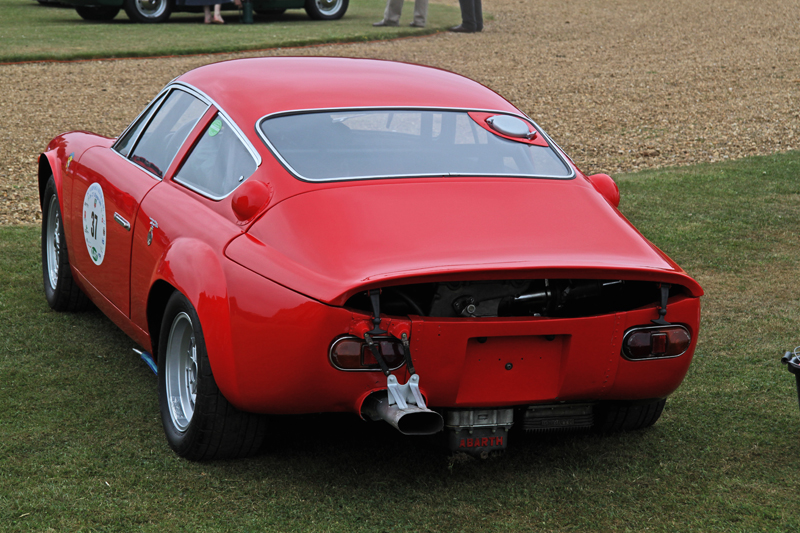
Vista traseira do veículo
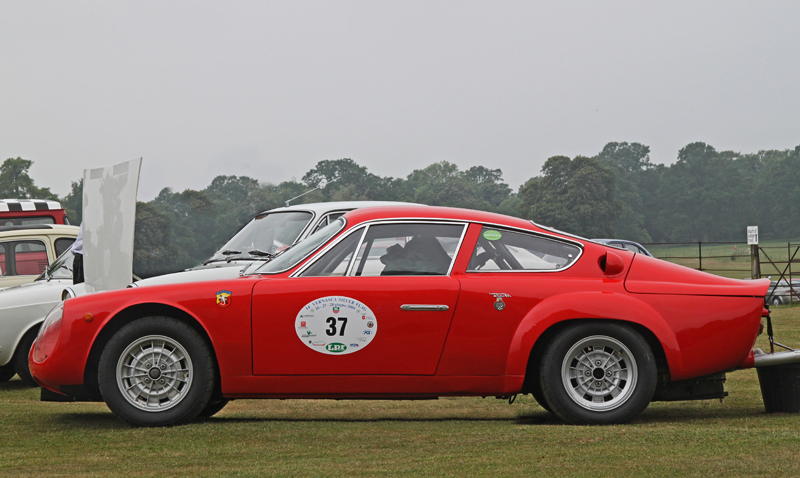
Perfil lateral